# Diocesi di Tlapa
La diocesi di Tlapa (in latino: Dioecesis Tlapensis) è una sede della Chiesa cattolica in Messico suffraganea dell'arcidiocesi di Acapulco. Nel 2022 contava 618.000 battezzati su 632.000 abitanti. È retta dal vescovo Dagoberto Sosa Arriaga.

## Territorio
La diocesi comprende 19 comuni dello stato messicano di Guerrero corrispondente alla regione di La Montaña: Acatepec, Alcozauca de Guerrero, Alpoyeca, Atlamajalcingo del Monte, Atlixtac, Cochoapa el Grande, Copanatoyac, Cualác, Huamuxtitlán, Iliatenco, Malinaltepec, Metlatonoc, Olinalá, Tlacoapa, Tlalixtaquilla de Maldonado, Tlapa de Comonfort, Xalpatlahuac, Xochihuehuetlán, Zapotitlán Tablas.
Sede vescovile è la città di Tlapa de Comonfort, dove si trova la cattedrale di Sant'Agostino.
Il territorio si estende su una superficie di 11.480 km² ed è suddiviso in 34 parrocchie.

## Storia
La diocesi è stata eretta il 4 gennaio 1992 con la bolla Efflorescentem Mexici di papa Giovanni Paolo II, ricavandone il territorio dalla diocesi di Chilpancingo-Chilapa.

## Cronotassi dei vescovi
Si omettono i periodi di sede vacante non superiori ai 2 anni o non storicamente accertati.
- Alejo Zavala Castro (4 gennaio 1992 - 19 novembre 2005 nominato vescovo di Chilpancingo-Chilapa)
- Óscar Roberto Domínguez Couttolenc, M.G. (27 marzo 2007 - 17 luglio 2012 nominato vescovo di Ecatepec)
- Dagoberto Sosa Arriaga, dal 23 febbraio 2013

## Statistiche
La diocesi nel 2022 su una popolazione di 632.000 persone contava 618.000 battezzati, corrispondenti al 97,8% del totale.
| anno | popolazione | popolazione | popolazione | presbiteri | presbiteri | presbiteri | presbiteri                | diaconi | religiosi | religiosi | parrocchie |
| anno | battezzati  | totale      | %           | numero     | secolari   | regolari   | battezzati per presbitero | diaconi | uomini    | donne     | parrocchie |
| ---- | ----------- | ----------- | ----------- | ---------- | ---------- | ---------- | ------------------------- | ------- | --------- | --------- | ---------- |
| 1999 | 450.000     | 500.000     | 90,0        | 22         | 22         |            | 20.454                    |         |           | 22        | 20         |
| 2000 | 450.000     | 500.000     | 90,0        | 22         | 22         |            | 20.454                    |         |           | 22        | 20         |
| 2001 | 423.000     | 459.290     | 92,1        | 33         | 23         | 10         | 12.818                    |         | 10        | 21        | 28         |
| 2002 | 423.000     | 459.290     | 92,1        | 46         | 32         | 14         | 9.195                     |         | 14        | 26        | 24         |
| 2003 | 435.000     | 466.000     | 93,3        | 43         | 29         | 14         | 10.116                    |         | 14        | 29        | 24         |
| 2004 | 463.000     | 463.500     | 99,9        | 49         | 35         | 14         | 9.448                     |         | 14        | 32        | 25         |
| 2010 | 436.000     | 502.000     | 86,9        | 46         | 34         | 12         | 9.478                     | 1       | 17        | 51        | 27         |
| 2014 | 485.000     | 518.000     | 93,6        | 54         | 42         | 12         | 8.981                     |         | 14        | 71        | 28         |
| 2017 | 497.000     | 535.000     | 92,9        | 59         | 48         | 11         | 8.423                     | 5       | 14        | 81        | 28         |
| 2020 | 506.000     | 583.000     | 86,8        | 54         | 44         | 10         | 9.370                     |         | 13        | 51        | 37         |
| 2022 | 618.000     | 632.000     | 97,8        | 58         | 47         | 11         | 10.655                    |         | 14        | 69        | 34         |